# Lijst van MNM-Big Hits in 2025
De volgende singles werden in het jaar 2025 door radiozender MNM verkozen tot MNM-Big Hit. En verkreeg hierdoor extra airplay op de zender. 
| Datum       | Artiest                                       | Titel                           | Piek in top 50 | Aantal Weken | Aantal Punten |
| ----------- | --------------------------------------------- | ------------------------------- | -------------- | ------------ | ------------- |
| 6 januari   | Lola Young                                    | Messy                           | 1 (5wk)        | 33*          | 1464*         |
| 13 januari  | PAWSA & Adventures Of Stevie V                | Dirty Cash (Money Talks)        | 5              | 23           | 777           |
| 20 januari  | Geen MNM-Big Hit door Nillies week            |                                 |                |              |               |
| 27 januari  | Teddy Swims                                   | Guilty                          | 16             | 26           | 636           |
| 1 februari  | Red Sebastian                                 | Strobe Lights                   | 5              | 10           | 202           |
| 8 februari  | DJ Licious, Alex Lucas                        | Magic With You                  | 16             | 22*          | 465*          |
| 15 februari | Judith                                        | hi, how's you're girlfriend     |                |              | 0             |
| 22 februari | Gracie Abrams & Selena Gomez                  | Call Me When You Break Up       |                |              | 0             |
| 1 maart     | Benson Boone                                  | Sorry I'm Here for Someone Else | 9              | 19           | 568           |
| 8 maart     | David Guetta & Sia                            | Beautiful People                | 8              | 21*          | 776*          |
| 15 maart    | Damiano David                                 | Next Summer                     | 6              | 20*          | 604*          |
| 21 maart    | Pommelien Thijs                               | Atlas                           | 1 (15wk)       | 19*          | 946*          |
| 4 april     | Ed Sheeran                                    | Azizam                          | 1 (1wk)        | 17*          | 817*          |
| 11 april    | WizTheMc ft. bees & honey                     | Show Me Love                    | 7              | 19*          | 684*          |
| 18 april    | Shaboozey ft. Myles Smith                     | Blink Twice                     | 12             | 14*          | 254*          |
| 25 april    | Aaron Blommaert                               | Hoe zit het met ons?            | 28             | 14*          | 160*          |
| 2 mei       | 5napback                                      | Traffic Jam                     |                |              |               |
| 9 mei       | David Guetta ft. Hugel & Kehlani              | Think Of Me                     | 18             | 12*          | 269*          |
| 16 mei      | Calvin Harris & Clementine Douglas            | Blessings                       | 4              | 12*          | 514*          |
| 23 mei      | Metejoor & LUNA                               | Stuk                            | 4              | 10*          | 429*          |
| 30 mei      | Alex Warren ft. Jelly Roll                    | Bloodline                       | 6              | 9*           | 197*          |
| 6 juni      | Sabrina Carpenter                             | Manchild                        | 10             | 8*           | 266*          |
| 13 juni     | Ed Sheeran                                    | Sapphire                        | 16             | 7*           | 194*          |
| 20 juni     | Damiano David                                 | The First Time                  | 12             | 6*           | 183*          |
| 28 juni     | Benson Boone                                  | Mystical Magical                | 8              | 5*           | 158*          |
| 4 juli      | TRINIX x Mari Froes                           | Vaitimbora                      | *              | *            | *             |
| 11 juli     | Afrojack, Martin Garrix, David Guetta en Amél | Our Time                        | 16             | 3*           | 43*           |
| 18 juli     | Dimitri Vegas, David Guetta, Loreen           | Pum Pum                         | 22             | 2            | 36            |
| 25 juli     | Myles Smith                                   | Gold                            | 33             | 1*           | 0             |
| 31 juli     | Blackpink                                     | Jump                            | 38             | 2            |               |
| 11 augustus | Alfa & Manu Chao                              | A me mi piace                   |                |              |               |
| 18 augustus | Tinashe                                       | No Broke Boys                   | 50             | 1            |               |

## Statistieken

### Meeste Big Hits per land
| Aantal Big Hits | Artiest             |
| --------------- | ------------------- |
| 9               | Verenigde Staten    |
| 8               | België              |
| 7               | Verenigd Koninkrijk |
| 4               | Frankrijk           |
| 3               | Italië              |
| 2               | Nederland           |
| 1               | Australië           |
| 1               | Brazilië            |
| 1               | Duitsland           |
| 1               | Spanje              |
| 1               | Zweden              |
| 1               | Zuid-Afrika         |
| 1               | Zuid-Korea          |

2018 ·
2019 ·
2020 ·
2021 ·
2022 ·
2023 ·
2024 ·
2025